# فخار شامي

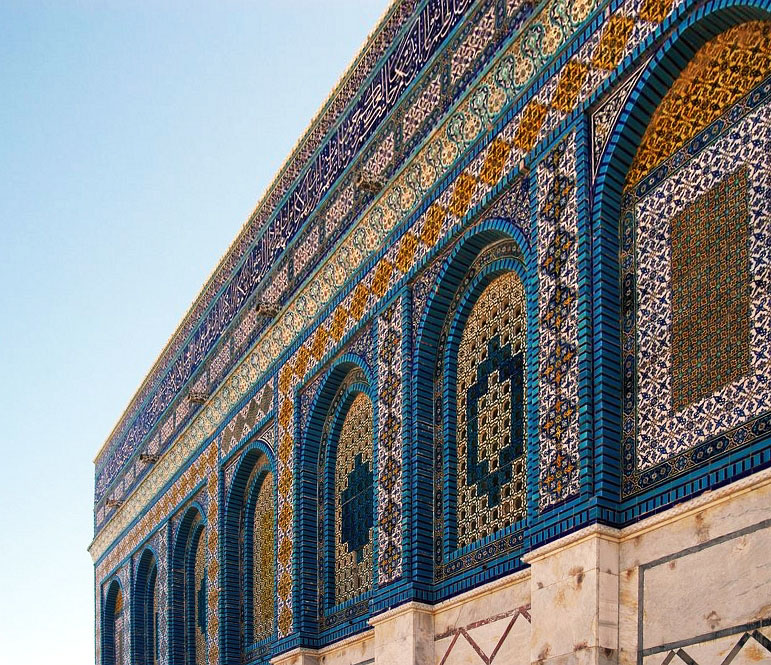
قبة الصخرة، القدس.

أُنتج الفخار والخزف في بلاد الشام منذ عصور ما قبل التاريخ.

## خلفية تاريخية

### العصر الحجري الحديث
بدأ تاريخ الفخار في المنطقة بنهاية العصر الحجري الحديث، والذي يُعرف أحيانًا باسم العصر الحجري الحديث للفخار. أو في بعض الأحيان، بناء على تسلسل محلي مفترض لموقع أريحا، يسمى بالفخار النيوليتي أ.

#### العصر الحجري الحديث قبل الفخار (نحو 8300 - 5500 قبل الميلاد)

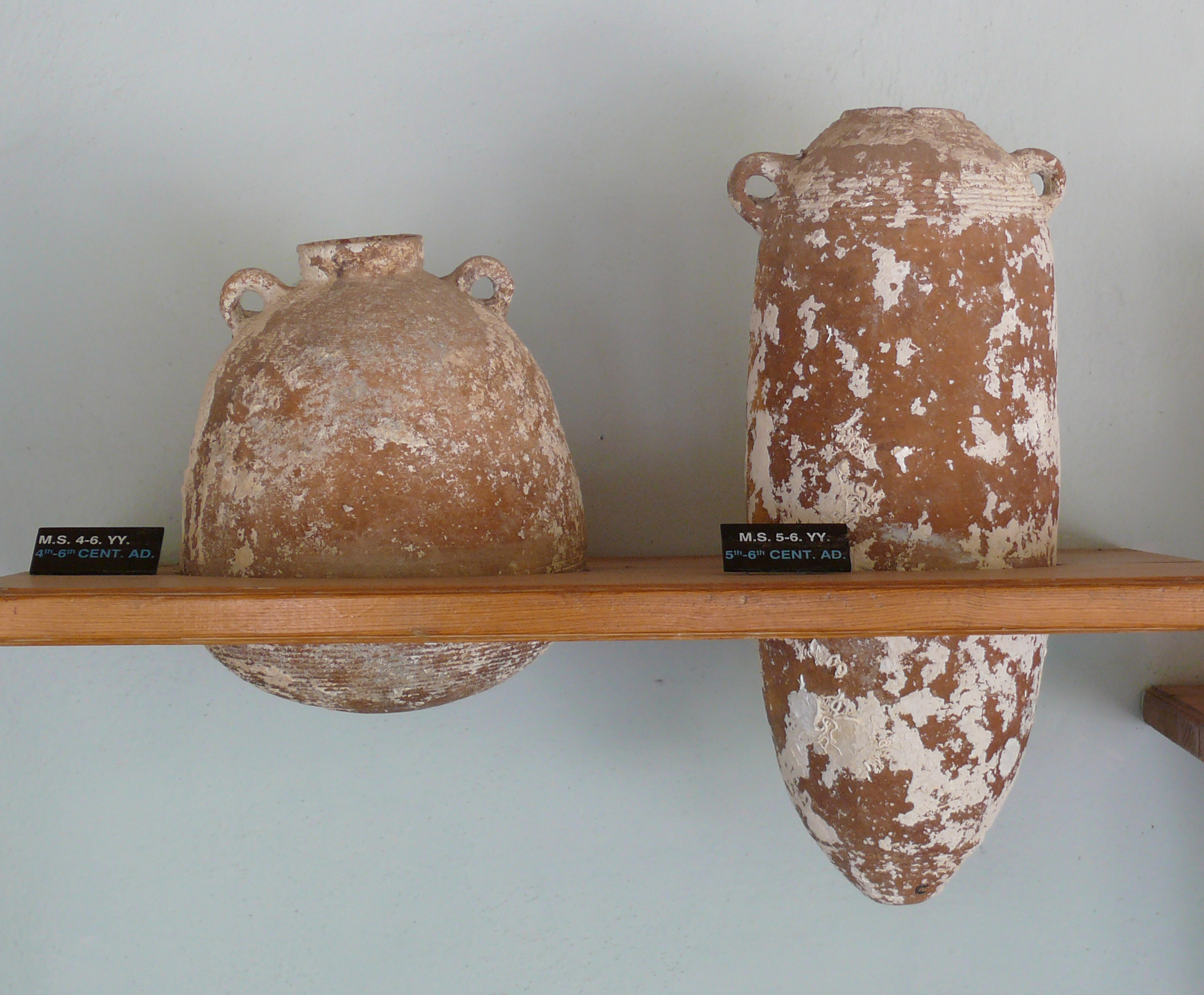
أمفورات فلسطينية في قلعة بودروم، تركيا

لا يوجد دليل جيد على إنتاج الفخار في أوقات العصر الحجري الحديث المبكر (ما قبل الفخار النيوليتي). ولكن وجود تكنولوجيا الألعاب النارية التي سمحت للإنسان بالوصول إلى درجات حرارة تزيد عن 1000 درجة مئوية لتحويل الحجر الجيري إلى الجير لصنع الجبس، يشير إلى مستوى تقني ناضج لاكتشاف الفخار وانتشاره.
في فترة العصر الحجري الحديث ما قبل الفخار، كانت هناك سفن محملة بالجبس الجيري تسمى «فيسيلز بانجر». هناك بعض الدلائل على أن الفخار قد استُخدمَ في المرحلة الثالثة والأخيرة من العصر الحجري الحديث المبكر (المراحل المبكرة من العصر الحجري الحديث المعترف بها والتي تبدأ بالأقدم)، ومع ذلك فإن هذه القطع الأثرية نادرة ومنشأها ملتبس ولا يزال أمرها موضع شك. وفي وقت ما، تقريبًا في أواخر الألفية السادسة قبل الميلاد، أُدخل الفخار في جنوب بلاد الشام وأصبح مستخدماً على نطاق واسع.
بينت هذه الأشكال المتطورة والتكنولوجية والزخرفية لعلماء الآثار أنه لا بد من الاعتراف بها كتقدم تكنولوجي مستورد من المناطق المجاورة إلى الشمال ولم يجرٍ تطويرها.
ومع ذلك، لا يزال الدليل على هذه الفرضية ملتبسًا بسبب نقص التوثيق في السجل الأثري. ولا تأخذ هذه الفرضية أيضًا في الحسبان. أما بخصوص الأواني البسيطة متقنة الصنع فقد كانت جزءًا من ذخيرة الخزف في هذه الفترة.

#### العصر الحجري الحديث للفخار (نحو 5500 - 4500 قبل الميلاد)

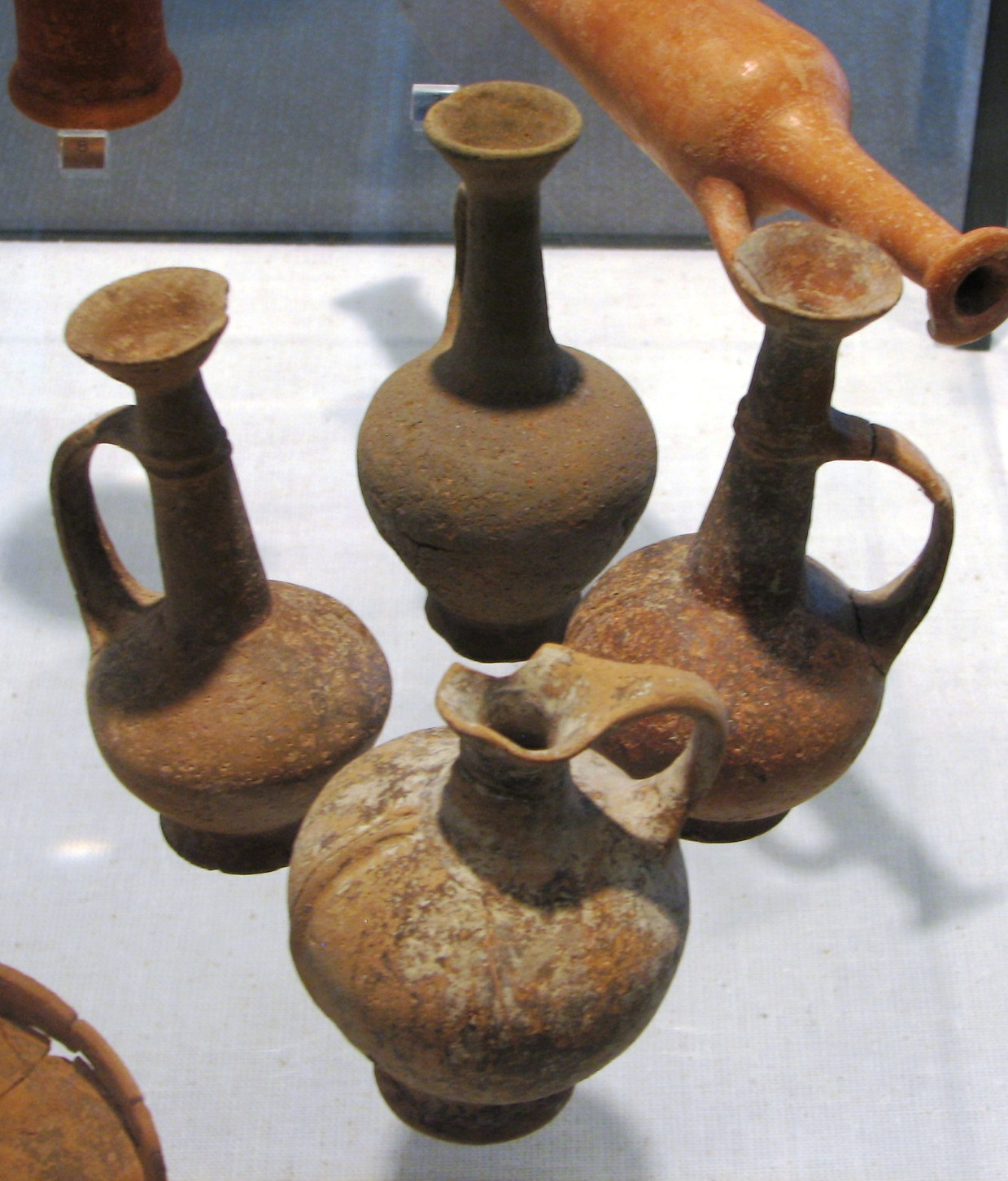
بلبيل يوغليت - فخار من العصر البرونزي المتأخر في متحف هيشت، حيفا، إسرائيل - أدوات الحلقة الأساسية؛ العصر البرونزي المتأخر IIB ج. 1400-1200 ق.م

نظرًا لاكتشافات تقاليد الفخار السابقة التي جرت بدءًا من التسعينيات، يُعتقد أن الإطار الزمني لفترة الخزف المتأخر من العصر الحجري الحديث يقع في الفترة الممتدة ما بين 7000-6700 قبل الميلاد. عُرفت هذه التقاليد الفخارية المبكرة في الأدب باسم «العصر الحجري الحديث للفخار» في منطقة نهر البليخ في سوريا وتركيا، على سبيل المثال تل الصبي الأبيض. أو قد تعرف بـ «هلولة الأولى» في منطقة الفرات السورية. ويمكن أن تُعرف أيضًا باسم «روج أ» في شمال بلاد الشام - حوض روج (إدلب، سوريا).
في وقت مبكر من العصر الحجري الحديث للفخار، كان الفخار في كل مكان وظل كذلك في جميع الفترات في جنوب بلاد الشام حتى العصر الحديث. وكانت الاستثناءات في المناطق الصحراوية حيث فضل شبه الرُّحل الترتيبات الأقل ثقلاً وضخامةً. استُخدمت أنماط الفخار التي تعتمد في الغالب على الشكل والنسيج والعناصر الزخرفية للمساعدة في تحديد المراحل الزمنية الثقافية. وظلت الأواني الفخارية قيد الاستخدام ولكن يبدو أنها أصبحت نادرة، وكانت الأوعية صغيرة في كثير من الأحيان وحساسة إلى حد ما.
ترتبط المرحلة الأولى من العصر الحجري الحديث للفخار بموقع شعر هجولان في وادي الأردن. يُطلق على هذا الفخار أحيانًا اسم «اليرموكيان وير». يُعد الفخار التشكيلي النموذجي لهذه الفترة متطورًا إلى حد ما. وأبرز جوانبه هو استخدام خطوط طويلة وضيقة ومحفورة مليئة بزخارف متعرجة غالبًا ما تكون مطلية باللون الأحمر أو الأصفر. وقد تكون أشكال الأوعية حساسة للغاية، كما أن المقابض على الجرار الصغيرة ذات الأعناق الطويلة ليست عادية. وإلى جانب ذلك توجد أيضًا أوعية أكثر شيوعًا وخشونةً وأقل تصنيعًا ولكنها أقل تمثيلاً لهذه الفترة.

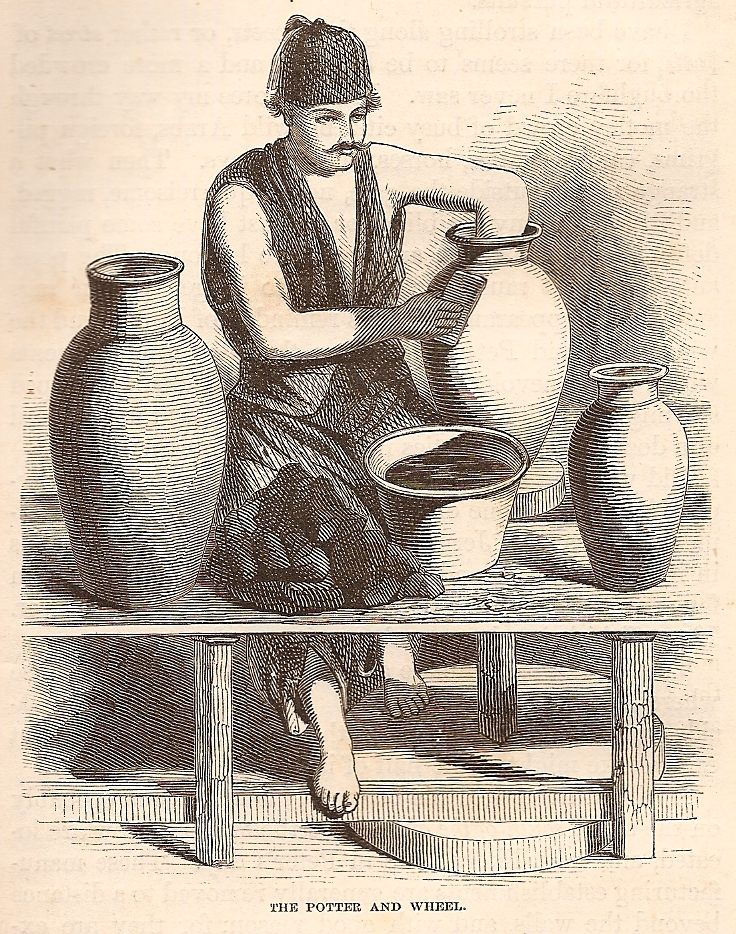
الخزاف والعجلة، يافا، 1859. من طومسون، ص. 282.

تحتوي الأواني التقليدية أو الخشنة بشكل عام على أشكال بسيطة وغالبًا ما تكون أقل تشطيبًا وزخرفةً. وغالبًا ما تكون جدران السفن من هذه الفئة غير متساوية السماكة وتبدو «متكتلة». يجري التأكيد على هذا الجانب الخام بشكل أكبر من خلال الأجزاء الخارجية التي تمسح العشب والانطباعات السلبية التي يتركها القش أو المزيج النباتي (أي الحشائش المجففة المقطعة أو الأعشاب الضارة) والتي تحترق وتترك فجوات بعد إضرام النار بها. وقد أُضيفت هذه العناصر عن قصد أو عن غير قصد إلى عملية تنقية الطين من طريق إزالة الشوائب الطبيعية غير الطينية مثل الأحجار والمواد النباتية أو الطين غير المشتعل، وهي سمة من سمات هذا الفخار النيوليتي الخشن. يميل فخار العصر الحجري الحديث اللاحق إلى تفضيل استخدام أنواع مختلفة من الرمل والحصى والأحجار الصغيرة وأحيانًا الجرغ (الفخار المطحون). وهناك الكثير من الفخار من العصر الحجري الحديث منخفض الحرق ولم يصل إلى درجات حرارة أعلى بكثير من 600 درجة مئوية، وهو أكثر أو أقل من الحد الأدنى المطلوب لصنع الفخار من الطين منخفض الحرق. من المحتمل أن هذه الأوعية حُرقت في حفرة بدلاً من إطلاقها في الأفران، على الرغم من أن هذه الفرضية لا تزال بحاجة إلى إثبات. وحتى الآن لا يوجد دليل مباشر في الأدبيات القائمة على التنقيب عن كيفية قيام شعوب العصر الحجري الحديث في جنوب بلاد الشام بصناعة الفخار.
يتميز فخار العصر الحجري الحديث بسمات أقل من سمات الأنواع الأخرى. ولقد فُرض على كاثلين كينيون العمل في أريحا لفترتين من العصر الحجري الحديث المتأخر. فبناءً على وجود مجموعات فخارية أكثر خشونة ودقة، كان الأول الذي يُفترض أنه يمثل تطبيقاً أقل تعقيدًا يسمى (الفخار النيوليتي أ)، اما الأخير فكان يسمى (الفخار النيوليتي ب). ويعتقد العديد من الباحثين الآن أن الاختلاف هو اختلاف وظيفي وليس هناك دليل على الاختلافات الزمنية بين هاتين المجموعتين، فغالبًا ما توجد أمثلة عن كل منهما في السياقات المعاصرة. وبالتالي، غالبًا ما تُصنف أنواع (الفخار النيوليتي ب) على أنها سلع فاخرة.